# Línea 12 (San Juan)
La línea 12 es una línea de colectivo del aglomerado urbano del Gran San Juan, en la provincia argentina de San Juan.
Esta línea recorre el sector noreste, noroeste y este de dicha urbanización, en los departamentos de Santa Lucía, Rivadavia y Capital. Y la constituyen dos ramales. 
Es administrada por la empresa privada de Alto de Sierra SRL.

## Recorrido
La línea 12 está formada por dos ramales, los cuales se describen a continuación:

### Ramal: Alto de Sierra - Centro - Barrio Aramburu
Alto de Sierra - Juan José Paso - Av.Libertador General San Martín-Soldado Argentino - 25 de Mayo - Estados Unidos - San Luis - Avenida Rawson - Santa Fe - Avenida Rioja (San Juan/centro) - Avenida Libertador General San Martín - Las Heras - 25 de Mayo - Urquiza - Juan Jufre - Matias Zavalla - San Lorenzo - Paula Albarracín de Sarmiento - Sargento Cabral - Granaderos - Sarmiento - Alberdi - Canzani - Bazan Agras - Santa María de Oro - Alberdi - Zuluaga - Bolívar - RIM 22 - Laprida - Granaderos - Cap.Enni - Sarmiento - Granaderos - Sgto. Cabral - Paula A.de Sarmiento - San Lorenzo - Matias Zavalla - Juan Jufre - Urquiza - 25 de Mayo - Las Heras - Av. Libertador - Aberastain - Av.Córdoba - Av.Rawson - 25 de Mayo - Soldado Argentino - Av.Libertador General San Martín - Juan José Paso - Alto de Sierra.